# 花白溫泉站
花白溫泉站（日语：／ Hanashiroonsen eki */?）是位於岐阜縣惠那市山岡町馬場山田，明知鐵道的明知線車站。車站編號為4。

## 歷史
- 1967年（昭和42年）11月15日 - 國鐵明知線花白站啟用[1]。當時為旅客車站。
- 1985年（昭和60年）11月16日 - 明知線由明知鐵道承繼[1]。
- 2011年（平成23年）3月12日 - 車站改名為花白溫泉站[1]。
- 2012年（平成24年）3月17日 - 時間表修正起，急行大正浪漫號（日语：大正ロマン号）開始停靠此站。

## 車站構造
車站是一座地面車站，設有1面1線單式月台。此站是無人車站。

## 使用狀況
| 年度               | 1日平均乘車人次 | 1日平均乘車人次 |
| ------------------ | --------------- | --------------- |
| 2011年（平成23年） | 25              |                 |
| 2012年（平成24年） | 56              |                 |
| 2013年（平成25年） | 20              |                 |
| 2014年（平成26年） | 21              |                 |
| 2015年（平成27年） | 19              |                 |
| 2016年（平成28年） | 17              |                 |

## 車站周邊
站前設有「花白之湯」，為一座溫泉與入浴設施。車站附近較多民居，但沒有商店。
- 飯高觀音萬勝寺
- 國道363號（日语：国道363号）

## 其他
在車站名稱變更時，車內自動廣播未有更新車站名稱，截至2016年12月，仍稱此站為「花白」。

## 相鄰車站
明知鐵道
明知線
岩村（5）－花白溫泉（4）－山岡（3）

## 注腳
1. 1 2 3 4 5  曾根悟（監修）. 朝日新聞出版分冊百科編集部（編集） , 编. . 週刊朝日百科. 26号 長良川鉄道・明知鉄道・樽見鉄道・三岐鉄道・伊勢鉄道. 朝日新聞出版. 2011-09-18: 12、13頁 （日语）.